# Ràtzia de 1386
La Ràtzia de 1386 fou una campanya de l'Emirat de Gharnata contra el Regne de València.

## La campanya
Els musulmans de l'Emirat de Gharnata ataquen el sud del Regne de València el 1386, a les viles d'Alacant, Biar, Alcoi, arribant a les portes de València, atacant Paterna.

## Conseqüències
Les hosts de les viles d'Ontinyent, Bocairent, Villena, Saix i Biar, encapçalats per Bernat Guillem i la host de Cocentaina atacaren com a resposta als musulmans de la vall d'Elda, però els veïns de Biar atacaren els musulmans de la host, causant 38 morts, i la manca de resposta del governador de València Aznar Pardo de la Casta feu que el rei el substituís per Roger de Montcada.